# 635

## Esdeveniments
- Damasc cau en mans musulmanes[1]

## Naixements
- (?) Maastricht: Llambert de Lieja, futur bisbe i sant

## Necrològiques
- 25 de juny: Chang'an (Xina): Emperador Gaozu de Tang (xinès: 高祖) primer emperador de la Dinastia Tang. Va regnar des de l'any 618 fins a l'any 626 (n. 566).[2]